# Banara ibaguensis
Banara ibaguensis là một loài thực vật thuộc họ Salicaceae. Đây là loài đặc hữu của Colombia.